# St. Mauritius (Freialdenhoven)

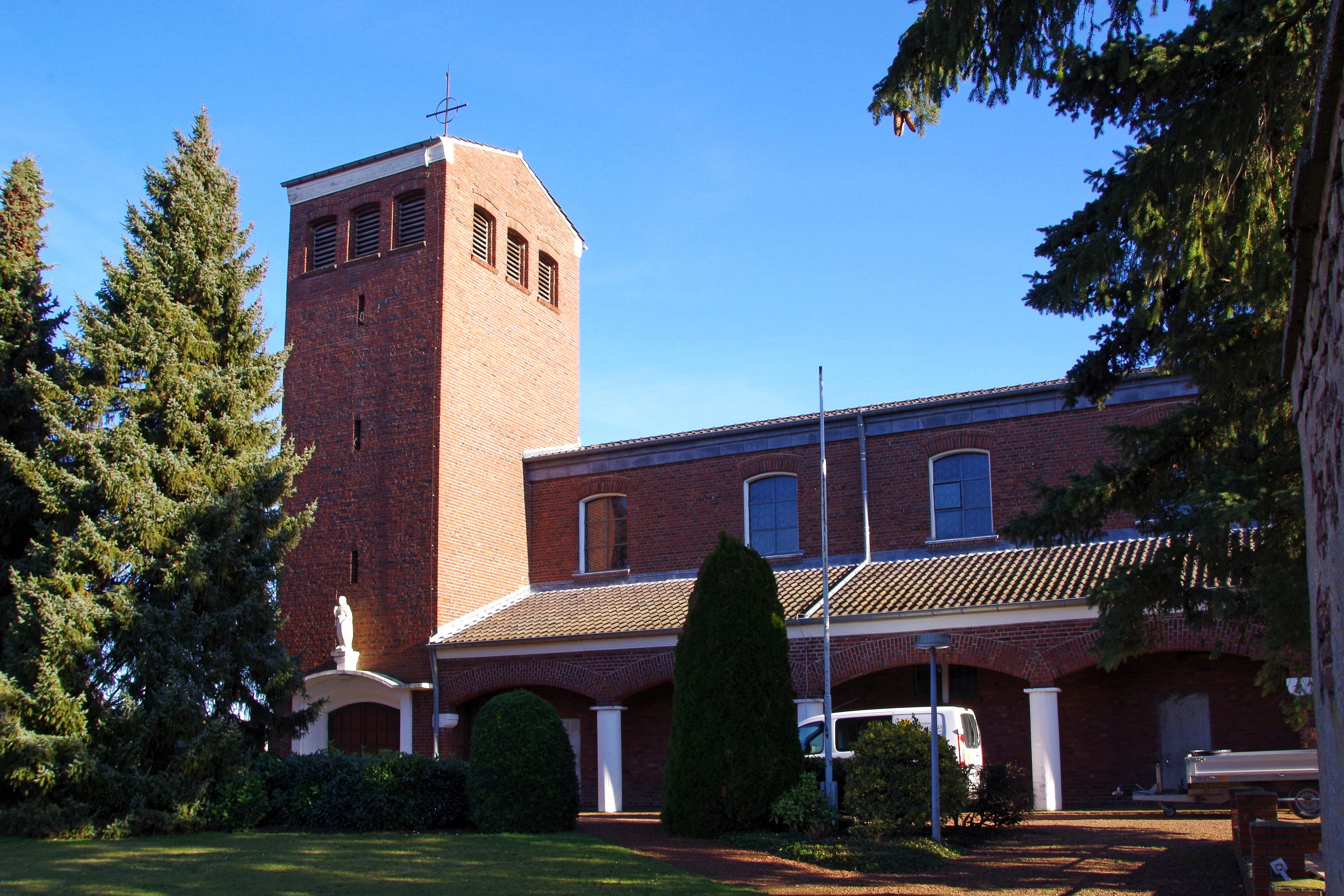
St. Mauritius, Westseite von der Pastoratsstraße aus

St. Mauritius ist eine römisch-katholische Pfarrkirche in Freialdenhoven, Gemeinde Aldenhoven im Kreis Düren in Nordrhein-Westfalen. Das Gotteshaus ist dem hl. Mauritius geweiht und wurde 1952 bis 1953 nach Plänen von Hubert Hermann erbaut.

## Geschichte
Eine Kirche in Freialdenhoven wird erstmals in einer Urkunde von Kaiser Konrad II. erwähnt, als er 1029 Kirche und Güter zu Altenhof der Reichsabtei Burtscheid schenkte. 1166 erwarb der Kölner Erzbischof Rainald von Dassel Kirche und Güter von Fredenaldenhoven. Zugleich wird ein Pfarrer namens Walter erwähnt, sodass Freialdenhoven schon zu dieser Zeit Pfarrei war. In den darauf folgenden Jahrhunderten übten das Patronatsrecht an der Kirche abwechselnd der Kölner Dompropst und der jeweilige Jülicher Landesherr aus. 
Über die bereits 1029 erwähnte erste Kirche ist nichts näheres bekannt. Sie wurde um das Jahr 1486 durch eine gotische, zweischiffige Hallenkirche ersetzt. Im Zweiten Weltkrieg wurde diese Kirche durch deutsche Truppen im November 1944 gesprengt und dabei vollständig zerstört. 
Nach Beseitigung der Ruinen wurde zwischen 1952 und 1953 die heutige Pfarrkirche nach Plänen des Aachener Architekten Hubert Hermann erbaut. Die feierliche Kirchweihe war am 22. September 1955. 1960 wurde der Chorraum durch den Issumer Künstler Reinhard Maria Bongartz mit einem Fresko des auferstandenen Christus ausgemalt. 1971/72 wurde im Zuge der Liturgiereform der Altarraum nach Plänen des Wassenberger Architekten Wilhelm Andermahr umgestaltet.

## Baubeschreibung
St. Mauritius ist eine dreischiffige Hallenkirche aus Backstein im Stil der Nachkriegsmoderne mit einem rechteckigen Chor und einem seitlich eingezogenen Glockenturm.

## Ausstattung
In der Kirche befindet sich eine moderne Ausstattung. Altar und Tabernakelpostament entwarf Wilhelm Andermahr 1972, die 14 Kreuzwegstationen fertigte Reinhard Maria Bongartz 1960. Die Orgel ist ein Werk der Orgelbauwerkstatt Kamp, Aachen, aus dem Jahr 1955. Das Instrument mit elektropneumatischer Traktur verfügt über 21 Register. Die Buntglasfenster schuf der Künstler Johannes Beeck im Jahr 1953.

## Glocken
Aus der alten, 1944 gesprengten, Kirche haben sich noch zwei historische Glocken erhalten. Die älteste ist die Marien- und Mauritiusglocke aus dem Jahr 1398 von dem Glockengießer Heinrich von Gerresheim. Die Salvatorglocke goss Gregorius van Trier im Jahr 1486. Diese Glocke ist die größte des Geläutes. Die kleinste Glocke stammt aus dem Jahr 1961 und trägt den Namen Josefs- und Barbaraglocke. Gegossen wurde sie von der Firma Monasterium in Münster.
| Nr. | Name                | Durchmesser (mm) | Masse (kg, ca.) | Schlagton (HT-1/16) | Gießer                                         | Gussjahr |
| 1   | Salvator            | 1.113            | 900             | f′ +3               | Gregorius van Trier, Aachen                    | 1486     |
| 2   | Maria und Mauritius | 960              | 650             | as′ +1              | Heinrich von Gerresheim, Köln                  | 1398     |
| 3   | Josef und Barbara   | 863              | 370             | b′ +1               | Glockengießerei Monasterium Eijsbouts, Münster | 1961     |

Motiv: Te Deum

## Pfarrer
Folgende Priester wirkten bislang als Pastor an St. Mauritius:
| von – bis | Name                                     |
| --------- | ---------------------------------------- |
| 1929–1956 | Josef Weyden                             |
| 1956–1964 | Theodor Wassenberg                       |
| 1964–1968 | Josef Willinek                           |
| 1968–1986 | Hubert Somers                            |
| 1986–2003 | Karl Grubert                             |
| 2003–2009 | Wilhelm Maqua                            |
| 2009–2011 | Lothar Tillmann                          |
| 2011–2018 | Alfred Bergrath (Administrator)          |
| 2018–2021 | P. Josef Költringer OSFS (Administrator) |
| 2021–2024 | Heinz Philippen (Administrator)          |
| Seit 2024 | Hans-Otto von Danwitz                    |